# No Country Club for Old Men
No Country Club for Old Men (titulado No hay club campestre para ancianos en Hispanoamérica y No es club de campo para viejos en España) es el vigésimo segundo episodio y el final de temporada de la undécima temporada de la serie de televisión animada cómica Padre de familia. Fue dirigido por Jerry Langford y escrito por Teresa Hsiao, el episodio se emitió originalmente en FOX en los Estados Unidos el 19 de mayo de 2013. En el episodio, Chris conoce a una chica que es parte de la familia Barrington, por eso Los Griffins son invitados a unirse al prestigioso Club de Country Barrington.

## Argumento
Mientras buscaba el control remoto, Stewie encuentra su armónica. Pero cuando accidentalmente lo deja en la bañera, Peter se sienta en ella y acaba con la armónica atrapada en su recto, la operación para removerlo es muy costosa. Peter decide sacar el máximo provecho de la situación mediante la realización de melodías molestando a la familia. Peter hace una aparición en America's Got Talent donde debido a un Flatulencia la armónica sale por sí sola.
De regreso a Quahog, Chris conoce a una chica llamada Amanda, invita a los Griffin a que vallan al club Barrington, ya que ella es miembro de la familia Barrington. En el club, Carter se molestó al encontrar a Peter allí y trata de echarlo hasta que se da cuenta de que están allí por invitación de la familia Barrington. Carter intenta aprovechar la oportunidad de acercarse a los Barrington, pero solo les ocasiona molestias. Carter molesta tanto al sr. Barrington que lo expulsa del club, y debido a que hay un lugar vacante hace que Peter tome su lugar. Peter invita a Carter al club, solo para burlarse de él con los otros miembros. Llorando, Carter admite que no puede vivir sin ese club. Lois logra hacer que Carter se disculpe con Peter por haberlo maltratado todo el tiempo, Peter acepta las disculpas y promete hablar con el Sr. Barrington para poder reingresarlo. Peter intenta hablarle, pero eso ocasiona que él también sea expulsado. Peter se disculpa y Chris revela que él también fue separado de Amanda. Brian dice que es parte de la naturaleza que los que están jerárquicamente arriba desprecien a los de abajo, usando esas palabras, Peter ingenia un plan para poder ser más poderosos que los Barrington. Llegando en un helicóptero donde sale un barco, que de este sale una limusina y finalmente de la cajuela sale un helicóptero miniatura, Peter y Carter se hacen pasar con uniformes elegantes como el vizconde James Earl Tennisracque y el duque de LaCrosseteam quienes harían negocios con Carter. El Sr. Barrington les invita a entrar en la sala de Barrington y está dispuesto a darles otra oportunidad a Carter hasta que Peter accidentalmente dice quien son en realidad, esto hace enfurecer a Carter. Es entonces cuando Carter maltrata a Peter obligándolo a saltar la cuerda y cantar canciones, eso convence al Sr. Barrington a darle una segunda oportunidas y ambos tiran a Peter fuera del club, mientras que los reales James Earl Tennisracquer y LaCrosseteam están esperando pasar, pero son informados de que ellos ya habían arribado.
De vuelta a casa, Peter está feliz de ser él mismo. Como una manera de terminar la temporada, Lois le pide dinero para un corte de pelo, Peter se niega y le dice que él mismo lo cortará y termina arruinándolo.

## Recepción

### Audiencia
El episodio recibió un índice de audiencia de 2.5 en la demografía 18-49 y fue visto por 5.16 millones de televidentes. Lo cual lo hizo el episodio más visto en la noche da la dominación de la animación por FOX venciendo los dos episodios de The Cleveland Show y Los Simpsons.